# James Alexander (1er comte de Caledon)
James Alexander, 1er comte de Caledon (1730-22 mars 1802) est un propriétaire irlandais, marchand, homme politique et pair du royaume. Deuxième fils de l'échevin Nathaniel Alexandre de Derry, il est le fondateur effectif de la famille Caledon, et à l'origine de sa fortune.

## Un 'nabab' irlandais
Alexander commence sa carrière en Inde lorsqu'il arrive à Fort St George, Madras, en 1752, à l'âge de vingt-trois ans, et devient facteur. Il est employé par le comptable pour Madras, et en 1754 devient sous-comptable et comptable des dépôts des tribunaux du maire. Il est shérif de Madras en 1754 et à nouveau en 1757. Dans la dernière année, il est marchand junior à Madras. En 1759, il est nommé troisième conseiller à Visakhapatnam ; en 1760, marchand principal et troisième conseiller à Machilipatnam ; et en 1762 conseiller à Fort St George, payeur civil et militaire et magasinier militaire.
Il retourne en Grande-Bretagne en 1763, pour retourner en Inde en 1766, après avoir été nommé à Fort William, Calcutta, en tant que sixième membre du Conseil du Bengale, gardien d'entrepôt d'importation, maître des douanes et maître de la monnaie. En 1769, il devient cinquième membre du conseil, collectionneur général, comptable et maître des douanes, et en 1770, troisième membre du conseil, chef de Patna et chef du conseil des recettes du Bihar. Il figure parmi les créanciers du Nawab d'Arcot en 1771. Cette année-là, il est promu deuxième membre du conseil et nommé chef du conseil du revenu à Murshidabad. Il quitte l'Inde en 1772.
La carrière de James Alexander, en Inde et dans la fonction publique de la Compagnie des Indes orientales, revêt une importance particulière dans le contexte de son Irlande natale, car c'est une carrière inhabituelle pour un Irlandais de l'époque. Il y fait fortune.

## Le domaine Caledon
En 1776, Alexander achète le domaine Caledon dans le comté de Tyrone et le comté d'Armagh pour 96 400 £ à Edmund Boyle (7e comte de Cork), dont le père l'a acquis par mariage dans la famille Hamilton de Caledon en 1738. James Alexander a déjà acquis une propriété plus proche de son Derry natal: la maison et le domaine de Boom Hall, à l'extérieur de la ville, le domaine Churchland de Moville, comté de Donegal, et un domaine en fief simple près de Ballycastle, comté d'Antrim. Le domaine de Caledon est agrandi par des achats au coup par coup de terrains urbains contigus et par la location d'autres terrains urbains contigus appartenant à l' archevêque d'Armagh.

## Vie familiale et politique
James Alexander épouse Anne Crawford, fille de James Crawford de Crawfordsburn, comté de Down, le 28 novembre 1774, et a :
- Mabella Alexander (7 août 1775 - 4 mars 1854), qui épouse Andrew Thomas Blayney
- Du Pre Alexander (2e comte de Caledon) (en) (14 décembre 1777-8 avril 1839)

Après son retour de l'Inde pour la dernière fois en 1772, et après avoir acheté le domaine Caledon, Alexander entre en politique. Il est député de la ville de Londonderry de 1775 à 1790 et est nommé haut shérif de Tyrone en 1780 et haut shérif d'Armagh en 1781. Alexander est un conservateur convaincu et dépense la somme stupéfiante de plus de 600 000 £ pour acquérir des domaines en Irlande, dont le quartier parlementaire de Newtownards dans le comté de Down, et devient un ardent partisan de l'Acte d'Union.
Alexander obtient une pairie d'Irlande avec le titre de baron Caledon, de Caledon, dans le comté de Tyrone le 6 juin 1790 et est par la suite créé vicomte Caledon le 23 novembre 1797 et finalement comte de Caledon le 29 décembre 1800, le jour où 18 pairies irlandaises sont conférées à des personnes qui possédaient déjà une pairie de ce royaume.
Lord Caledon est mort dans sa maison de Rutland Square (aujourd'hui Parnell Square), Dublin, le 22 mars 1802, à l'âge de 72 ans. Lady Caledon est morte le 21 décembre 1777.